# Catherine de Bourbon (1559-1604)
Pour les articles homonymes, voir Catherine de Bourbon.
 (février 2016).
Catherine de Bourbon, infante de Navarre, née à Paris le 7 février 1559, morte à Nancy le 13 février 1604, fut duchesse d'Albret, comtesse d'Armagnac et comtesse de Périgord. Sœur d’Henri IV, elle était fille d'Antoine de Bourbon, duc de Vendôme et de Jeanne d'Albret, reine de Navarre. Elle fut mariée tardivement à Henri de Lorraine (futur duc Henri II) mais n'eut pas d'enfant.

## Biographie

### Vie au château de Pau
Elle est née en 1559 à Paris, fille d'Antoine de Bourbon et de Jeanne III. Elle eut pour gouvernante Marguerite de Selve (fille de Jean de Selve (1465 – 1529), premier président du Parlement de Paris), mère de Jeanne de Tignonville, maîtresse de son frère le roi de Navarre et futur roi de France Henri IV.
Quand la maladie ne la contraint pas à s’aliter, Catherine, de santé fragile, suit sa mère dans ses nombreux voyages à travers le pays. Durablement marquée par la personnalité et la ferveur religieuse de sa mère, Catherine est durant toute sa vie une protestante convaincue. Elle reçoit une éducation humaniste de ses maîtres : Florent Chrestien, Palma Cayet et Charles Macrin. Elle est d'autant plus marquée par la mémoire de sa mère qu'elle n'a que treize ans quand celle-ci meurt à Paris au mois de juin 1572.
Le massacre de la Saint-Barthélemy, qui survient quelques semaines après la mort de la reine de Navarre, contraint Catherine et son entourage à se convertir à la religion catholique. Retenue en otage à la cour, elle revient dans le Béarn, en 1576, après la fuite de son frère Henri, devenu roi de Navarre. Sitôt après avoir quitté la cour de France, elle ne se fait pas prier pour revenir au protestantisme.
En 1589, son frère devient roi de France sous le nom de Henri IV. Durant les guerres qui obligent Henri IV à conquérir son royaume, Catherine gouverne le Béarn et ses possessions dans le Sud-Ouest en son nom. À partir de 1591, son frère le roi Henri IV l'appelle auprès de lui, au sein de la Cour installée provisoirement à Mantes. Elle quitte Pau fin 1592 et entre à Mantes en avril 1593 pour siéger au Conseil du Roi.

### Mariage

Emblème sur le bien et désiré mariage de Monseigneur Henry, prince de Lorraine, marquis du Pont, et de Madame Catherine de Bourbon, sœur unique du Roy, duchesse d'Albret, comtesse d'Armagnac, etc. Bibliothèque nationale de France.

Son frère Henri IV s'oppose à son mariage avec son cousin Charles de Bourbon-Soissons, dont elle partage la vive passion. La princesse compte alors deux fidèles amies, la vicomtesse de Rohan, l'humaniste Catherine de Parthenay, et Madame de Mornay. Aux dires de la première, Henri IV se réservait le droit de marier sa sœur pour mieux servir sa politique :

« C'est le prince du monde qui sait autant faire beaucoup de peu. En voulez-vous une preuve ? Il n'a qu'une sœur ; il en a déjà fait une douzaine de maris et en fera mille, s'il trouve autant de princes dociles qui veulent suivre ses enseignements. Mais avec quel jugement pensez-vous qu'il ait conduit tous ces mariages ? Quelle proportion y a-t-il tenue pour garder que pas un de tous ces princes n'eût avantage l'un sur l'autre et les rendre à la fin également contents ? Ne l'a-t-il pas offerte à cinq ou six en même temps ; à peine que je ne dis en même jour, en mandant à l'un : venez-moi trouver, je vous donnerai ma sœur ; à l'autre : faites faire la paix par ceux de votre parti, je vous donnerai ma sœur ; à l'autre : gardez-moi votre province favorable, je vous donnerai ma sœur. Et n'étoit-il pas dès lors pourvu de difficultés qui lui devaient faire trouver à l'un la diversité de la langue du pays, à l'autre la différence de religion, à l'autre le parentage, à l'autre la volonté de sa sœur, afin que par cet égal contentement il leur ôtât tout sujet de querelle ou dispute à l'avenir. Prince vraiment politique ! Et puis direz-vous… que ce soient-là des efforts d'une âme qui ne sache autre chose, sinon cette vieille routine de promettre et puis tenir, d'observer une parole quand elle est donnée, artifice d'État beaucoup plus délié, leçons du docte Machiavel dextrement pratiquées, digne observation des maximes de la reine mère du feu roi, qui ne faisait jamais la paix avec les huguenots qu'elle n'eût déjà résolu le moyen de là rompre ! »

Le traité de Saint-Germain-en-Laye signé entre Henri IV, roi de France, frère de Catherine, et Charles III, duc de Lorraine, la destina à épouser le fils aîné de Charles III, Henri, marquis de Pont-à-Mousson (1563 † 1624). Les accords de mariage furent signés le 13 juillet 1598. Elle a alors 39 ans.
Calviniste convaincue, elle refuse de se convertir (après son mariage, elle alla même jusqu'à faire venir des pasteurs calvinistes auprès d'elle), alors que son mari, ancien membre de la Sainte Ligue, était un catholique convaincu. Il fallut donc une dispense du pape pour que le mariage fût possible entre des personnes de religions différentes mais le 29 décembre 1598, Clément VIII se déclara opposé au mariage. Mécontent, Henri IV décida de brusquer les choses et intimida l'archevêque de Reims afin qu'il accorde une autorisation de mariage. Celui-ci se déroula à Saint-Germain-en-Laye le 31 janvier 1599.

### Vie à la cour de Nancy

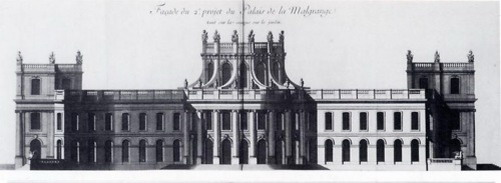
Château de la Malgrange, dont le nom vient de l'habitude de Catherine de Bourbon de célébrer un office protestant dans la grange du château.

Elle pratique le protestantisme dans une ancienne grange du château de Sans-Soucy, transformée en chapelle. L'opinion publique de Lorraine donne alors au château le surnom de Malgrange. Elle assiste le 13 novembre 1599 à une tentative de conversion de masse des personnes protestantes de sa suite sous forme d'un débat entre deux catholiques, le jésuite père Commolet et le frère Esprit du couvent des Capucins de Nancy face à deux ministres protestants, le pasteur Jacques Couet de Bâle et Dominique de Losse. Si Henri multiplia les démarches pour obtenir l'accord papal et se libérer de l’excommunication qui le frappe lui et son duché, il multiplia aussi les pressions pour obliger Catherine à se convertir au catholicisme. La princesse tint tête au cardinal du Perron, envoyé par son frère pour l'instruire dans la religion catholique et se disputa même avec son frère sur ce sujet.
Catherine tente d'instaurer une culture de fête à la cour de Lorraine : grande réception à la mi-carême 1600, ballets de cour pour mardi gras de 1602, fêtes somptueuses pour la venue d'Henri IV au printemps 1603.
Catherine mourut peu de temps après le moment où le pape accorda la dispense, d'une péritonite tuberculeuse. Elle n'avait pas eu d'enfants. Son mari, veuf, se remaria avec une princesse très catholique mais aussi très jeune, Marguerite de Mantoue, une nièce de Marie de Médicis. Elle fut inhumée dans la collégiale Saint-Georges du château de Vendôme auprès de ses parents.

## Postérité
La romancière Charlotte-Rose de Caumont La Force publie en 1703 une biographie très romancée de Catherine de Bourbon, la présentant comme une amante malheureuse, Mémoire historique, ou Anecdote galante et secrète de la duchesse de Bar. Cette vision se retrouve dans le Dictionnaire historique et critique de Pierre Bayle et la bande dessinée Les Amours célèbres. Catherine de Bourbon et le comte de Soissons.

## Œuvres
- Lettres et poésies de Catherine de Bourbon (1570-1605), publiées par R. Ritter, Paris, Champion, 1927[6].

Un de ses poèmes Le berger de Blandy, a été mis en musique par Marie-Caroline Drummond de Melfort

### Bibliographie

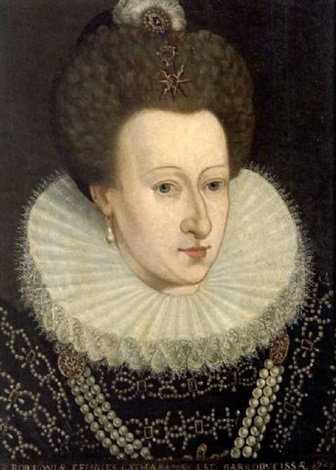
Portrait de Catherine de Bourbon par Frans Pourbus le Jeune, début XVIIe siècle.

## Sources
- Henry Bogdan, La Lorraine des ducs, sept siècles d'histoire, Perrin, 2005 [détail des éditions] (ISBN 2-262-02113-9)
- Georges Poull, La Maison ducale de Lorraine, Nancy, Presses universitaires de Nancy, 1991, 575 p. [détail de l’édition] (ISBN 2-86480-517-0)